# Pico (São Cristóvão)
Pico (São Cristóvão), conhecida, frequentemente, pela forma sincopada de Pico que é a povoação sua sede, é uma freguesia portuguesa do Município de Vila Verde, com 2,05 km² de área e 516 habitantes (censo de 2021), tendo, por isso, uma densidade populacional de 251,7 hab./km².

## Demografia
A população registada nos censos foi:
| Distribuição da População por Grupos Etários | Distribuição da População por Grupos Etários | Distribuição da População por Grupos Etários | Distribuição da População por Grupos Etários | Distribuição da População por Grupos Etários |
| -------------------------------------------- | -------------------------------------------- | -------------------------------------------- | -------------------------------------------- | -------------------------------------------- |
| Ano                                          | 0-14 Anos                                    | 15-24 Anos                                   | 25-64 Anos                                   | > 65 Anos                                    |
| 2001                                         | 124                                          | 89                                           | 281                                          | 102                                          |
| 2011                                         | 95                                           | 87                                           | 303                                          | 125                                          |
| 2021                                         | 59                                           | 54                                           | 270                                          | 133                                          |

## História
Pertencia ao concelho de Pico de Regalados que foi extinto pelo decreto de 24 de outubro de 1855, passando então a integrar o concelho (atual município) de Vila Verde.

## Lugares
A Freguesia de Pico tem os seguintes lugares: Aveleda, Barral, Boavista, Bouças, Carreiras, Carves de Baixo, Carves de Cima, Couto, Igreja, Monte, Outeiro, Pico, Ribeira, Soutelinhos, Torre, Veiga, Venda, Vila Pouca e Vinhal.